# Ministère des Affaires étrangères (Slovénie)
Pour les articles homonymes, voir Ministère des Affaires étrangères.
Le Ministère des Affaires étrangères de Slovénie est une instance exécutive du gouvernement slovène, dont les missions sont de s'occuper des relations diplomatiques avec d'autres pays ou organisations internationales, être gérant de la politique internationale et de la situation économique, et d'élargir les relations à d'autres nations.
Le ministère est situé dans la capitale, Ljubljana. L'actuelle ministre des Affaires étrangères, Tanja Fajon, est en fonction depuis le 1er juin 2022.

## Organisation

### Exécutif
Le directeur en chef de l'exécutif du ministère est le ministère des affaires étrangères, qui est membre du gouvernement slovène. L'actuelle ministre est Tanja Fajon, des Sociaux-Démocrates.
Le ministre est assisté de deux secrétaires d'État, dont l'un est généralement chargé des affaires européennes. Les secrétaires d'État actuels sont Gašper Dovžan (responsable des affaires européennes) et Stanislav Raščan (responsable du développement et des autres affaires). Les secrétaires d'État sont généralement choisis parmi les diplomates au sein du ministère.

### Service interne
Le ministère se compose du cabinet du ministre, du secrétariat et de cinq directions politiques. Le chef de cabinet est Mihael Zupančič. Le secrétariat est dirigé par le secrétaire général, l'ambassadeur Jožef Drofenik.
Les directions et départements en leur sein sont :
- Direction de la politique étrangère et de la sécurité (directeur général et directeur politique Jernej Müller) ;
  - Département de la politique de sécurité ;
  - Direction des Études et Analyses Stratégiques ;
  - Département de l'Amérique du Nord, de l'Amérique latine et des Caraïbes ;
  - Département Afrique et Moyen-Orient ;
  - Département Asie et Océanie ;
  - Département Europe de l'Est, Caucase du Sud, Asie centrale et Arctique ;
  - Département de l'élargissement et de l'Europe du Sud-Est ;
  - Département du Forum Stratégique de Bled ;
- Direction des affaires de l'Union européenne (directrice générale, ambassadrice Barbara Sušnik) ;
  - Département des affaires européennes ;
  - Département des pays européens ;
  - Département des affaires générales et institutionnelles ;
  - Département des pays voisins ;
- Direction des affaires multilatérales et de la coopération au développement (directeur général par intérim : Igor Jukič) ;
  - Département des organisations internationales ;
  - Département des droits de l'homme ;
  - Département de la coopération au développement et de l'aide humanitaire ;
- Direction de la diplomatie économique et publique (directeur général par intérim : Slobodan Šešum) ;
  - Département de la coopération économique bilatérale I ;
  - Département de la coopération économique bilatérale II ;
  - Département de la diplomatie publique et de la coopération internationale dans la culture ;
- Direction du droit international et de la protection des intérêts (directeur général : Marko Rakovec) ;
  - Département pour le droit international ;
  - Protocole diplomatique ;
  - Département consulaire ;
  - Service des frontières et des successions.

Le Cabinet du Ministre est composé de :
- Service de communication stratégique ;
- Service de Coopération avec le Gouvernement et l'Assemblée Nationale ;
- Service d'audition interne ;
- Superviseur diplomatique ;
- Académie diplomatique.

Le secrétariat est composé de. :
- Service des technologies de l'information ;
- Service du personnel ;
- Service comptable et financier ;
- Service de la documentation et des informations classifiées ;
- Service des affaires juridiques et des marchés publics ;
- Service de gestion immobilière ;
- Service Logistique et Sécurité.

### Services externes

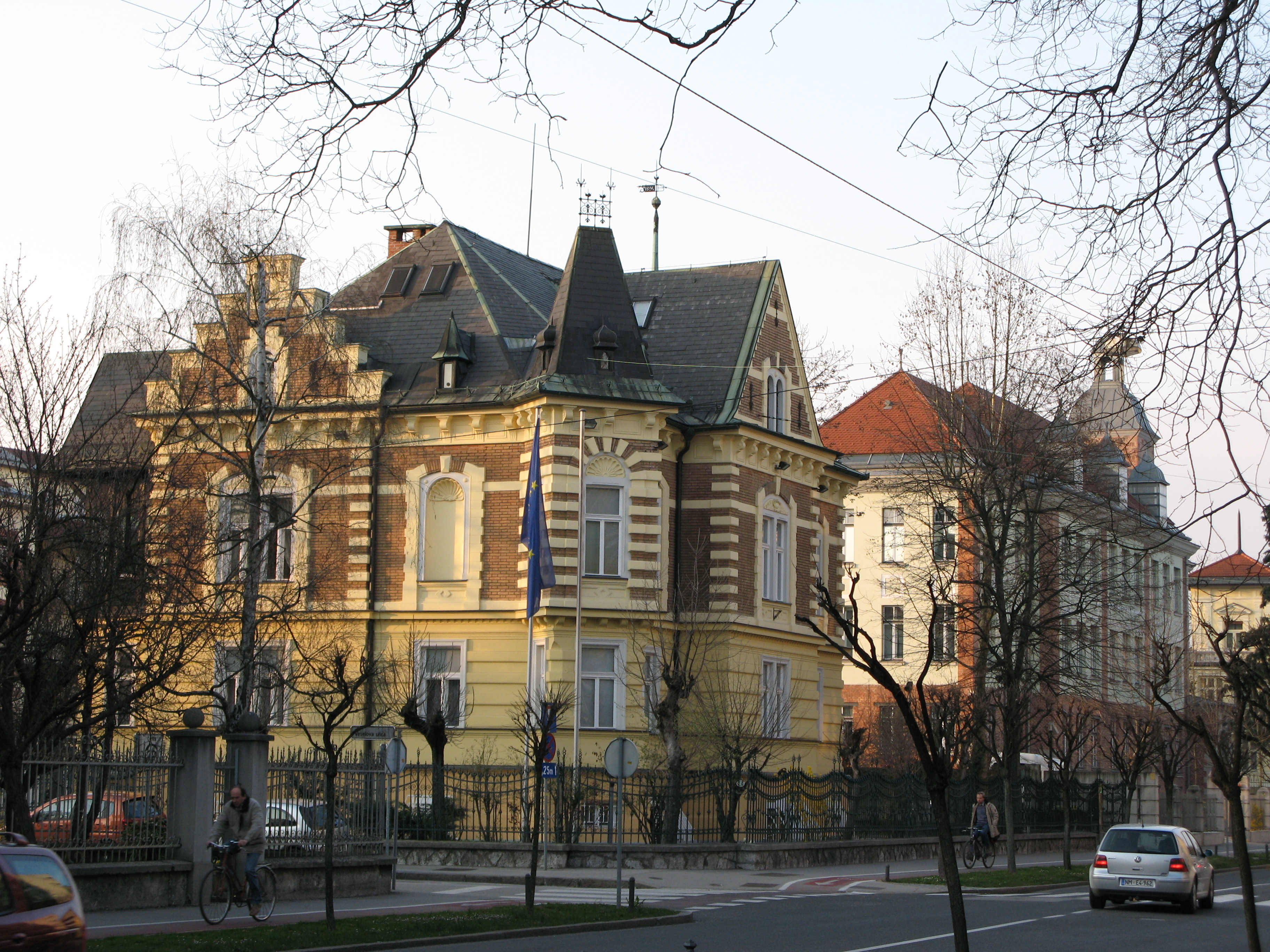
Le complexe Licej (à l'arrière) abrite une partie des bureaux du ministère. En face se trouve l'ambassade d'Autriche à Ljubljana.

La Slovénie possède plusieurs représentations diplomatiques et postes consulaires. Il existe 42 ambassades (dont une non résidentielle), 7 missions permanentes auprès d'organisations internationales, 5 consulats généraux, 1 bureau de représentation et 3 consulats. La Slovénie compte également plusieurs consuls honoraires.

## Ministres
| Ministre       | Début de mandat | Fin du mandat     |
| -------------- | --------------- | ----------------- |
| Dimitrij Rupel | mai 1990        | janvier 1993      |
| Lojze Peterle  | 25 janvier 1993 | 31 octobre 1994   |
| Zoran Thaler   | 26 janvier 1995 | 16 mai 1996       |
| Davorin Kračun | 19 juillet 1996 | janvier 1997      |
| Zoran Thaler   | 27 février 1997 | 25 septembre 1997 |
| Boris Frlec    | janvier 1998    | 21 janvier 2000   |
| Dimitrij Rupel | 2 février 2000  | mai 2000          |
| Lojze Peterle  | 7 juin 2000     | 30 novembre 2000  |
| Dimitrij Rupel | décembre 2000   | juillet 2004      |
| Ivo Vajgl      | 6 juillet 2004  | 3 décembre 2004   |
| Dimitrij Rupel | 3 décembre 2004 | octobre 2008      |
| Samuel Zbogar  | novembre 2008   | février 2012      |
| Karl Erjavec   | février 2012    | septembre 2018    |
| Miro Cérar     | septembre 2018  | mars 2020         |
| Anze Logar     | mars 2020       | juin 2022         |
| Tanja Fajon    | juin 2022       |                   |